# Matilde Vitillo
Matilde Vitillo (Turijn, 8 maart 2001) is een Italiaans wielrenster die op de baan- en weg rijdt.

## Carrière
Vitillo werd in 2018 Italiaans kampioen tijdrijden bij de junioren. Een jaar later behaalde ze opnieuw titels bij de junioren: Europees kampioen puntenrace op de baan en wereldkampioen ploegenachtervolging op de baan.
In 2021 maakte Vitillo de overstap van de amateurs naar BePink. In haar eerste seizoen bij die Italiaanse ploeg reed ze onder meer de Ronde van Italië en de Ceratizit Challenge.
In 2022 won Vitillo de tweede etappe in de Ronde van Burgos, haar eerste professionele overwinning. Zij won deze etappe na een fotofinish.
In 2024 maakte Vitillo de overstap naar de opleidingsploeg van Liv AlUla Jayco.

## Palmares

### Op de baan
| Jaar        | IK                                                       | EK                                                | WK                   | Overige     |
| Als juniore | Als juniore                                              | Als juniore                                       | Als juniore          | Als juniore |
| ----------- | -------------------------------------------------------- | ------------------------------------------------- | -------------------- | ----------- |
| 2019        |                                                          | ploegenachtervolging · puntenkoers                | ploegenachtervolging |             |
| Als belofte |                                                          |                                                   |                      |             |
| 2022        |                                                          | koppelkoers · ploegenachtervolging                |                      |             |
| 2023        |                                                          | ploegenachtervolging · 5e koppelkoers · 8e omnium |                      |             |
| Als elite   |                                                          |                                                   |                      |             |
| 2020        | 6e scratch 8e 500m tijdrit 9e afvalkoers                 |                                                   |                      |             |
| 2021        |                                                          |                                                   |                      |             |
| 2022        | koppelkoers · puntenkoers · 9e afvalkoers                |                                                   |                      |             |
| 2023        | 4e omnium 4e puntenkoers 7e achtervolging 10e afvalkoers |                                                   |                      |             |

### Op de weg
2018
 Italiaans kampioenschap tijdrijden (junioren)
2022
2e etappe Ronde van Burgos
2025
Ronde van de Apennijnen

## Resultaten in voornaamste wedstrijden
| Jaar | Ronde van Italië | Ronde van Frankrijk | Ronde van Spanje |
| ---- | ---------------- | ------------------- | ---------------- |
| 2021 | 77e              |                     | 64e              |
| 2022 | opgave           |                     |                  |
| 2023 | 78e              |                     | 89e              |

| Jaar | Scheldeprijs | Strade Bianche | Trofeo Alfredo Binda |
| ---- | ------------ | -------------- | -------------------- |
| 2021 | 71e          |                | opgave               |
| 2022 |              | 69e            | opgave               |
| 2023 |              | 50e            |                      |

## Ploegen
- 2021 –  BePink
- 2022 –  BePink
- 2023 –  BePink-GOLD
- 2024 –  Liv AlUla Jayco Women's Continental Team
- 2025 –  Liv AlUla Jayco Women's Continental Team